# Albuca unifoliata
Albuca unifoliata ist eine Pflanzenart der Gattung Albuca in der Familie der Spargelgewächse (Asparagaceae). Das Artepitheton unifoliata leitet sich von den lateinischen Worten uni für ‚eins‘ sowie foliatus für ‚blättrig‘ ab.

## Beschreibung
Albuca unifoliata ist ein zwergiger, einzeln wachsender Geophyt. Seine kugelförmigen, gelben Zwiebeln weisen einen Durchmesser von bis zu 2 Zentimeter auf. Das einzelne Laubblatt erscheint vor den Blüten. Seine stielrunde, keulenförmige Blattspreite ist 4 Zentimeter lang und 1 Zentimeter breit.
Der aufrechte, rispige, fünf- bis neunblütige Blütenstand erreicht eine Länge von bis zu 12 Zentimeter. Die dreieckig zugespitzten Brakteen sind 1 Zentimeter lang. Die gelbe Blütenhülle ist sternförmig. Ihre elliptischen Perigonblätter sind 15 Millimeter lang und 4 Millimeter breit. Die Staubblätter sind 5 Millimeter lang. Die Staubfäden sind fadenförmig, der Griffel aufrecht, die Narbe kopfig. Die Blütezeit ist der Frühling.
Die Früchte enthalten flache, halbrunde, schwarze Samen.

## Systematik und Verbreitung
Albuca unifoliata ist in der südafrikanischen Provinz Nordkap in der Sukkulenten-Karoo verbreitet.
Die Erstbeschreibung durch Gordon Douglas Rowley  wurde 1975 veröffentlicht.
Synonyme sind Ornithogalum unifoliatum (G.D.Rowley) Oberm. (1978) und Coilonox unifoliatum (G.D.Rowley) Speta (2001).

## Nachweise